# Vương Quỹ
Vương Quỹ (chữ Hán: 王轨, ? – 579) là tướng lãnh nhà Bắc Chu thời Nam Bắc triều trong lịch sử Trung Quốc.

## Thân thế
Quỹ có tên lúc nhỏ là Sa Môn, tự Công Tổ. Gia tộc của Quỹ tự nhận là hậu duệ của tư đồ Vương Doãn nhà Đông Hán, tức là thành viên của sĩ tộc họ Vương ở huyện Kỳ, quận Thái Nguyên , nhưng đời đời chỉ làm quan ở địa phương. Thời Nam Bắc triều, nhờ nhiều đời phục vụ nhà Bắc Ngụy, gia tộc được ban họ Ô Hoàn.  
Cha là Vương Quang, từ nhỏ hùng tráng có võ lực, còn có tài năng và mưu lược của tướng soái. Quang nhiều lần theo quân Tây Ngụy chinh chiến, lần nào cũng lập công. Quyền thần Vũ Văn Thái thấy Quang dũng cảm, quyết đoán, đãi ngộ rất hậu. Quang được làm đến Phiếu kỵ đại tướng quân, Khai phủ nghi đồng tam tư, Bình Nguyên huyện công.  

## Khởi nghiệp
Quý tính chất phác, khẳng khái lại có tầm nhìn; gặp việc thì cương quyết giữ gìn lẽ phải, ai cũng không can thiệp được. Ban đầu Quỹ phụng sự Phụ Thành công Vũ Văn Ung. Đến khi Ung nối ngôi, là Bắc Chu Vũ đế, Quỹ được thụ chức Tiền thị hạ sĩ. Ít lâu sau Quỹ được chuyển làm Tả thị thượng sĩ, rất được Vũ đế thưởng thức. Quỹ dần được thăng làm Nội sử thượng sĩ, Nội sử hạ đại phu, gia thụ Nghi đồng tam tư. Từ đây Quỹ được đãi ngộ ngày càng trọng hậu, trở thành bề tôi tâm phúc. Bấy giờ Tấn công Vũ Văn Hộ chuyên quyền, Vũ đế muốn giết ông ta, cho rằng Quỹ thâm trầm cứng cỏi lại có kiến thức, có thể đảm trách việc lớn, bèn hỏi có thể làm được không; Quỹ tán thành hoàng đế.  
Năm Kiến Đức đầu tiên (572), Vũ đế giết Hộ, Quỹ được chuyển làm Nội sử trung đại phu, gia thụ Khai phủ nghi đồng tam tư, rồi được bái làm Thượng Khai phủ Nghi đồng đại tướng quân, phong tước Thượng Hoàng huyện công, thực ấp 1000 hộ, các việc chánh sự - quân sự đều được tham dự.  
Năm thứ 5 (576) Vũ đế thân chinh đánh Bắc Tề, đích thân vây Tấn Châu. Thứ sử Thôi Cảnh Tung giữ mặt bắc thành, trong đêm ngầm xin hàng, đế giáng chiếu cho Quỹ soái quân tiếp ứng. Trời chưa sáng, lính Chu trèo lên thành reo hò, khiến người Tề lập tức bỏ chạy. Quân Bắc Chu liền chiếm được Tấn Châu, cầm tù tướng giữ thành là Đặc tiến, Hải Xương vương Úy Tương Quý, bắt sống 8000 giáp sĩ.  Sau đó Quỹ tham gia tiêu diệt nhà Bắc Tề, nhờ công được tiến vị Thượng đại tướng quân, tiến tước Đàm quốc công, thực ấp 3000 hộ.  

## Chiến thắng Lữ Lương
Khi tướng nhà Trần là Ngô Minh Triệt xâm phạm Lữ Lương, Từ Châu tổng quản Lương Sĩ Ngạn liên tiếp thất bại, bèn lùi về giữ châu thành Bành Thành, không dám ra nữa. Minh Triệt đắp đập chặn dòng Thanh Thủy rót vào thành, bày thuyền hạm ở dưới thành, tính kế đánh chiếm. Triều đình giáng chiếu lấy Quỹ làm Hành quân tổng quản, soái các cánh quân cứu viện. Quỹ ngầm từ Thanh Thủy vào Hoài khẩu, cắm nhiều cọc lớn, dùng xích sắt xâu bánh xe, chẹn ngang dòng chảy, cắt đứt đường về của thuyền. Quỹ còn muốn ngầm phá đập nhằm làm lật thuyền của quân nhà Trần. Minh Triệt nghe tin thì sợ hãi, quyết định rút lui; ông ta bèn phá đập, muốn mượn sức nước vừa tháo ra để trở vào sông Hoài. Quân Trần đến Thanh khẩu, mặt sông rộng hơn, sức nước yếu đi, thuyền hạm đều bị bánh xe ngăn lại, không thể qua được. Quỹ soái quân vây bức, chỉ có 2000 kỵ binh của kỵ tướng Tiêu Ma Ha chạy trước mới thoát. Minh Triệt và hơn 3 vạn tướng sĩ, cùng khí giới quân nhu, đều bị bắt sống.  
Binh sĩ tinh nhuệ của nhà Trần đều bị tiêu diệt, Vũ đế khen ngợi, cho Quỹ tiến vị Trụ quốc, còn bái làm Từ Châu tổng quản, 7 châu 15 trấn chư quân sự. Quỹ tính nghiêm nghị, thận trọng, lại thêm chiến thắng Lữ Lương, chấn động biên cảnh, nên người Trần rất kiêng dè ông.  

## Khuyên phế thái tử
Thái tử Vũ Văn Uân chinh phạt Thổ Dục Hồn, Vũ đế sai Quỹ và Vũ Văn Hiếu Bá đi theo. Hành động của quân đội, đều giao cho bọn Quỹ, thái tử chỉ quan sát mà thôi. Bấy giờ bọn Cung doãn Trịnh Dịch, Vương Đoan đều được thái tử sủng hạnh. Thái tử ở trong quân làm nhiều việc bậy bạ, bọn Dịch đều tham dự. Khi trở về, bọn Quỹ nói với Vũ đế. Vũ đế cả giận, bèn đánh thái tử bằng roi, trừ danh bọn Dịch, còn phạt đòn bọn họ. Thái tử do vậy mà ngậm hờn bọn Quỹ.  
Quỹ từng cùng Tiểu nội sử Hạ Nhược Bật nói về việc này, còn nói thái tử không gánh vác được. Bật rất lấy làm phải, khuyên Quỹ trình bày với hoàng đế. Sau đó Quỹ nhân lúc ngồi hầu, bèn nói với Vũ đế rằng thái tử không có nhân hiếu, đức hạnh kém cỏi, khó lòng kế thừa ngôi báu, lại nói Hạ Nhược Bật mà Vũ đế rất xem trọng cũng rất lo lắng về việc này. Vũ đế gọi Bật vào hỏi, thì ông ta tráo trở đáp rằng thái tử không có lỗi lầm gì, còn mình chưa từng bàn luận gì về Hoàng thái tử. Sau khi lui ra, Quỹ trách Bật lật lọng, ông ta đáp rằng đây là lỗi của Quỹ. Bật cho rằng ngôi thái tử không dễ thay đổi, hai người bàn kín với nhau, mà Quỹ nói ra cho mọi người biết, gây vạ liên lụy cả nhà. Quỹ im lặng hồi lâu, rồi nói: “Tôi một lòng vì nước, không tính cho riêng mình. Nhưng nói ra công khai, đúng là không nên.”  
Sau đó Quỹ dự tiệc mừng thọ Vũ đế, bèn vuốt râu Vũ đế mà nói: “Ông già đáng yêu ơi, chỉ hận kẻ nối dõi kém cỏi.” Vũ đế rất lấy làm phải, nhưng con thứ Hán vương Vũ Văn Tán cũng bất tài, còn những đứa con khác vẫn còn nhỏ, nên không nghe theo lời Quỹ.  

## Cái chết
Khi Vũ Văn Uân nối ngôi, tức là Bắc Chu Tuyên đế, gọi bọn Trịnh Dịch về bên cạnh mình. Quỹ tự biết ắt có vạ, nhưng khẳng định với thân nhân sẽ không nộp Từ Châu cho nhà Trần ở miền nam để nổi loạn. Năm Đại Tượng đầu tiên (579), Tuyên đế lệnh cho Nội sử Đỗ Kiền Tín đến Từ Châu giết Quỹ. Ngự chánh trung đại phu Nhan Chi Nghi can ngăn, đế không nghe.  
Quỹ làm việc được tiếng trung thành và khoan dung, lại có công lớn, bất chợt vô tội bị giết, người ta biết hay không biết ông, chẳng ai không thương tiếc.  